# من أوراقي المجهولة
من أوراقي المجهولة، أحد الكتب النثرية من مؤلفات الشاعر العربي السوري نزار قباني، صدرت في عام 2000، عن دار الآداب للنشر والتوزيع في بيروت، لبنان.